# Sztynort
Sztynort (jusqu'en 1945 Steinort) est un village de la voïvodie de Varmie-Mazurie, près de la frontière avec l'enclave russe de l'oblast de Kaliningrad. Le village appartient à la commune de Węgorzewo (anciennement Angerburg). Il se trouve à 87 km au nord-est du chef-lieu régional d'Olsztyn, au bord du lac Mamry (anciennement Mauer). C'est un endroit prisé des touristes et des plaisanciers.

## Historique
L'endroit faisait partie jusqu'en 1945 de la province de Prusse-Orientale et toute sa population a été expulsée entre 1945 et 1946 pour être remplacée par des Polonais venus de l'est. La famille des Lehndorff, venue des environs de Königsberg (aujourd'hui Kaliningrad), acquiert de vastes domaines dans les environs en 1420 et ici au XVIe siècle, lorsque l'ordre Livonien est dissous, qui sont appelés la Solitude de Steinort (stein signifie pierre en allemand, et ort, lieu) et fonde le village. Ils sont aussi propriétaires des villages avoisinants. Une première demeure est érigée au XVIe siècle avec un grand parc et des allées de tilleuls, mais c'est la troisième épouse d'Ahasverus von Lehndorff (né en 1637), née comtesse Eleonore von Dönhoff, qui fait construire un grand château après 1656, lorsque le premier est incendié par les Tatars. Son fils Ernst Ahasverus en hérite, puis en 1758 son fils Ernst Ahasverus Heinrich et ainsi de père en fils, jusqu'en 1936, à la mort du comte Carl Meinhard. Son neveu Manfred von Lehndorff en hérite, mais laisse la direction de l'exploitation agricole à son fils, le comte Heinrich von Lehndorff, futur résistant au national-socialisme et impliqué dans le complot du 20 juillet 1944, ce qui lui valut d'être pendu à la prison de Plötzensee en septembre 1944. Le château actuel a été réaménagé au XIXe siècle et occupé de 1941 à 1944 par le quartier général de Ribbentrop, le ministre des Affaires étrangères du Reich (le comte habitait alors dans une aile), le château se situant à proximité du principal quartier général d'Hitler, le Wolfsschanze.

### Depuis 1945
Le château de Steinort fut incendié lorsque l'Armée rouge se saisit de la région en janvier 1945. Celle-ci fut donnée à la Pologne, lorsque la province de Prusse-Orientale disparut de la carte. Le plus grand changement de population du siècle eut lieu, lorsque les Allemands furent expulsés, ainsi que les villageois de Steinort, pour laisser la place à des réfugiés polonais de l'est et Steinort fut rebaptisé Sztynort.
Un kolkhoze prit l'exploitation agricole en main et le château en fut le siège administratif de 1945 au milieu des années 1950. Il fut abandonné par la suite.
La crypte des Lehndorff, pillée à plusieurs reprises depuis 1945, n'est plus qu'un tas de ruines. La couverture de ce mausolée a été restaurée en 2018.
Au début des années 2000, le pavillon de chasse des comtes de Lehndorff a été reconstruit à Gałkowo (de) (Galkowen, anciennement Nickelshorst). Depuis 2006, il sert de maison d'hôtes et d'internat.
Les jardins étaient retournés à l'état naturel. Au cours de l'été 2012, le terrain a été remis en culture en quinze jours par 40 jeunes dans le cadre d'un programme des jeunes travailleurs de la Fondation allemande pour la protection des monuments : ce travail s'est concentré sur la remise en état des allées et des belvédères.
Le 22 juin 2009, une pierre commémorative a été inaugurée à l'emplacement du château à l'occasion du centenaire du comte Heinrich von Lehndorff.

## Personnalités liées à la ville
- Georg von Lehndorff (1833-1914), éleveur de chevaux.

## Galerie

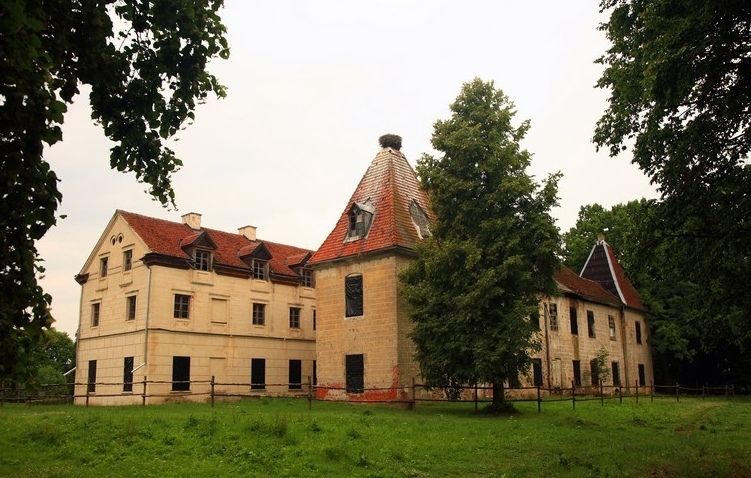
Vue de l'ancienne propriété des Lehndorff
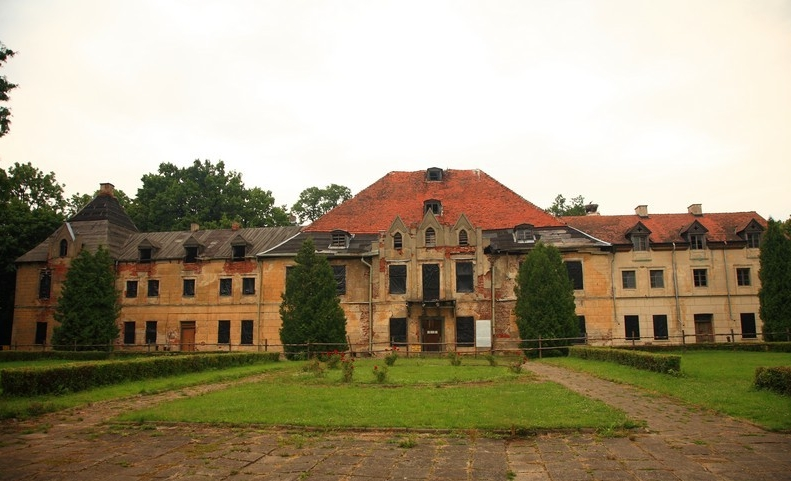
Façade de l'ancien château de Steinort, en 2008, qui appartenait aux Lehndorff